# Satu Mare, Suceava
Satu Mare este satul de reședință al comunei cu același nume din județul Suceava, Bucovina, România. Localitea a fost formată în 1940 prin unirea fostelor localități Satul Mare Român (germană Rumänisch Satulmare) și Satul Mare German (germană Deutsch Satulmare), după emigrarea populației de origine germană forțată de ocupația sovietică a Basarabiei și Bucovinei de Nord.
 Acest articol despre o localitate din județul Suceava este deocamdată un ciot. Puteți ajuta Wikipedia prin completarea lui.